# Cool TV
Cool TV est une chaîne de télévision commerciale privée hongroise fondée en 1995 sous le nom de A3 TV et qui a changé de nom pour devenir Msat en 1997, mais a été fermée le 5 octobre 1999 en raison de problèmes financiers. La chaîne a été relancée plus tard le 15 septembre 2003 en tant que m+, mais un an plus tard, elle a changé son nom en Cool TV le 4 septembre 2004. Elle est aujourd'hui la troisième chaine de télévision du Groupe RTL Hongrie après RTL Klub et RTL 2 Hongrie.

## Histoire de la chaîne

### Au début
Cool TV a comme cible un public de jeunes urbains de 15 à 29 ans qui aiment la musique, les voyages, les vêtements et un style de vie moderne ainsi qu'une certaine extravagance. 
Cool TV a été lancé en 1995 sous le nom de A3 TV et a changé de nom pour devenir Msat en 1997, mais a été fermé aux difficultés techniques le 5 octobre 1999. La chaîne a été relancée en tant que m+ le 15 septembre 2003, mais plus tard l'année suivante , il a été rebaptisé Cool TV le 4 septembre 2004, il pourrait donc être disponible dans près de 2,5 millions de foyers. La chaîne est diffusée 24 heures sur 24, 7 jours sur 7 et s'adresse à un public jeune, non seulement pendant la journée, mais aussi pendant la nuit.
Cool TV diffuse des rediffusions de séries déjà proposées sur RTL Klub. Il s'agit notamment de: South Park, Marié ... avec des enfants ( Egy Rém Rendes család ), 24, Femmes de Footballeur ( Futbalista de feleségek ), The L Word ( L ), Queer as Folk ( A Fiuk un klubból ), L'Unité ( Az EGYSEG ), Dead Like Me ( Halali hullák ), Weeds ( Spangli ), Skins ( Skins ), Desperate Housewives ( Született de feleségek )
En 2007, pour faire de l'audience, Cool TV a lancé une série de spectacles d'actualité produits par la chaîne, tels que Cool Night Live comportant des invités comme des jeunes prêtés par RTL Klub à Cool TV. Ce programme étant un spectacle relatant le style de vie des jeunes, et ayant en deuxième partie un spectacle pour adultes avec des entrevues avec des étoiles hongroises de films pornos et des producteurs de ces films, ainsi que de temps en temps des clips vidéo. Aujourd'hui ces talk-shows sont annulés.
En 2009, Cool TV a acheté les droits de diffusion de la version hongroise de Whose Line Is It Anyway?.
CNA a lancé en 2021 le programme Cool TV Romania, une chaîne de films, séries, documentaires, divertissements.

### Logos

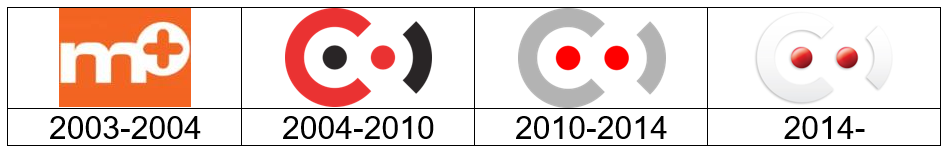

## Organisation

### Capital
Cool TV est éditée par Magyar RTL Televízió Rt. (M-RTL Rt.), société détenue à 49 % par RTL Group (CLT-UFA S.A. et Pearson Netherlands B.V.) et par à 51 % par IKO – MATÁV Média Holding Rt (25 % Magyar Távközlési, 20 % Grundy International Holdings et 6 % Raiffeisen Unic Bank).